# Villa Ghellini
Villa Ghellini è una villa veneta sita a Villaverla, in provincia di Vicenza. Rappresenta il capolavoro di Antonio Pizzocaro.

## Descrizione
L'opera, progettata nel 1664, risulta incompiuta, in particolare nell'ala settentrionale, perché i lavori si interruppero nel 1679 a causa della morte dell'architetto e dei problemi finanziari della famiglia che l'aveva commissionata. La facciata principale del palazzo è all'interno di un cortile a cui si accede dall'ingresso occidentale attraverso un'ampia arcata.